# Neobythites marianaensis
Neobythites marianaensis är en fiskart som beskrevs av Nielsen 2002. Neobythites marianaensis ingår i släktet Neobythites och familjen Ophidiidae. Inga underarter finns listade i Catalogue of Life.